# Ngày giỗ (phim)
Ngày giỗ (tiếng Anh: The Anniversary) là một bộ phim ngắn sản xuất năm 2003 do Trần Hàm viết kịch bản, biên tập và đạo diễn. Phim kể về hai anh em người Việt gặp nhau trong chiến tranh Việt Nam. Bộ phim này đã giành được 25 giải thưởng quốc tế cho Phim ngắn Xuất sắc nhất và cũng đã lọt vào danh sách bán kết cho đề cử giải Oscar 2004.